# Drzonowo (Kołobrzeg)
Drzonowo (deutsch Drenow) ist ein Dorf in der Woiwodschaft Westpommern in Polen. Es liegt in der Gmina Kołobrzeg (Landgemeinde Kolberg) im Powiat Kołobrzeski (Kolberger Kreis).

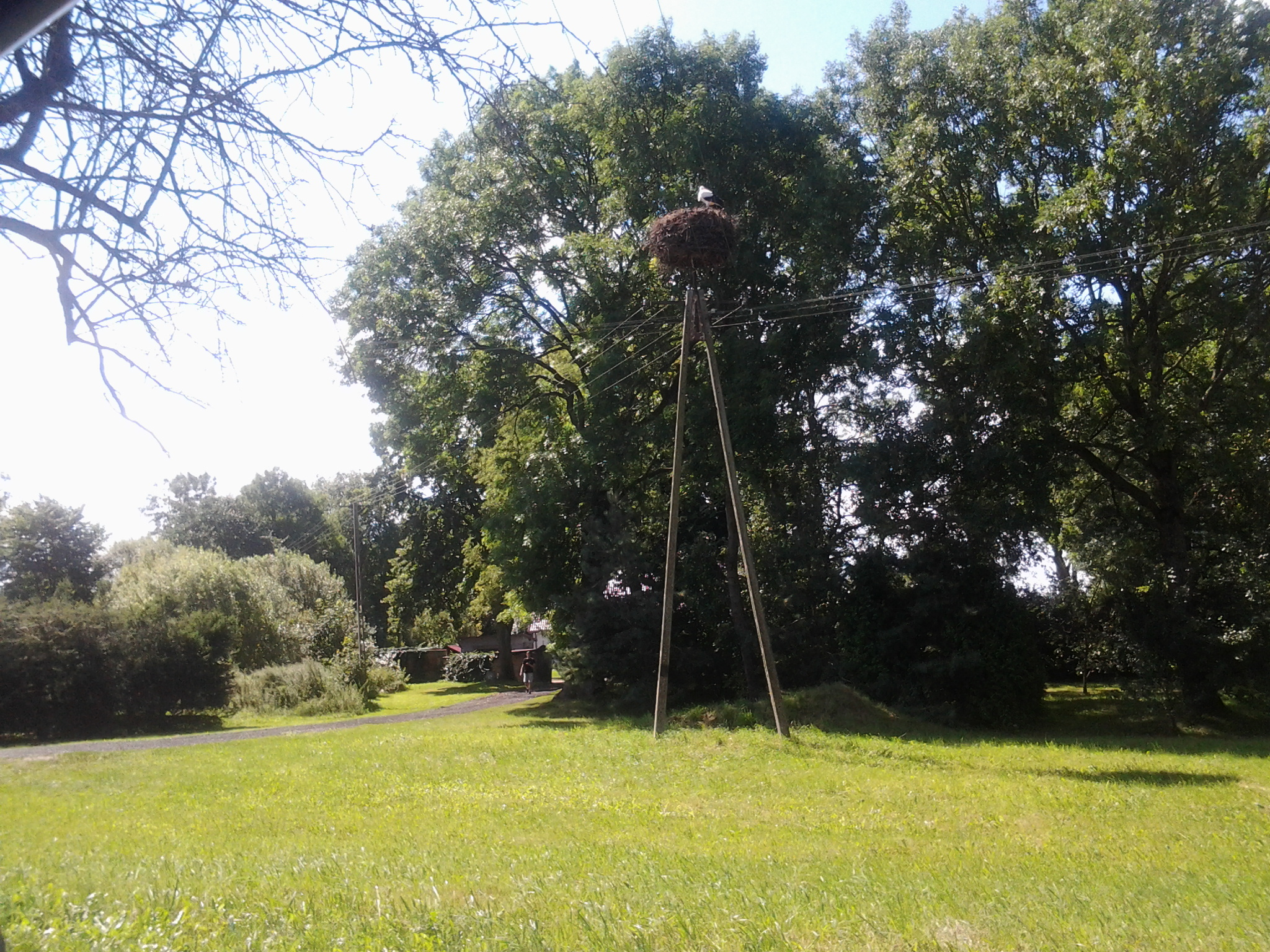
Ortsbild mit Storchennest (Aufnahme von 2014)

## Geographische Lage
Das Dorf liegt in Hinterpommern, etwa 95 km nordöstlich von Stettin und etwa 12 km südwestlich von Kolberg.
Der nächste Nachbarort ist Zarben etwa ½ Kilometer westlich, auf der anderen Seite eines durch den Kreiherbach gebildeten Wiesentals.

## Geschichte
Das Dorf wurde im Mittelalter im Herzogtum Pommern im Rahmen der Deutschen Ostsiedlung in der Form eines Angerdorfes angelegt. Das Dorf wurde erstmals, bereits unter dem Ortsnamen „Drenow“, in einer Urkunde aus dem Jahre 1276 genannt, mit der der Camminer Bischof Hermann von Gleichen die Ausstattung des Kolberger Domkapitels regelte. Dem Domkapitel stand der Zehnte aus Drenow zu. Ebenfalls 1276 wurde der Kreiherbach westlich von Drenow als Westgrenze des weltlichen Herrschaftsgebiets der Camminer Bischöfe festgelegt.
Drenow war ein altes Lehen der adligen Familie Manteuffel, in deren Besitz es erstmals 1315 genannt ist. In der pommerschen Hufenmatrikel von 1628 erschien Drenow dann aber, ebenso wie das benachbarte Zarben, im herzoglichen Besitz unter den Dörfern des Amtes Treptow. Auf der Großen Lubinschen Karte des Herzogtums Pommern von 1618 ist „Drenow“ eingetragen.
Im Jahre 1666 war Lorenz Christoph von Somnitz, Kanzler von Hinterpommern, Besitzer von Drenow. Dessen Nachkommen besaßen Drenow bis 1748, als Mathias Döring von Somnitz Drenow verkaufte.
Ab 1772 wurden im Gebiet des Gutes verschiedene Verbesserungen durchgeführt, für die König Friedrich II. finanzielle Unterstützung gewährte. Hierzu gehörte die Anlage einer neuen Siedlung im östlichen Bereich der Gemarkung Drenow. Diese Siedlung erhielt den Namen Charlottenhof nach einer Tochter des damaligen Gutsbesitzers.
In Ludwig Wilhelm Brüggemanns Ausführlicher Beschreibung des gegenwärtigen Zustandes des Königlich Preußischen Herzogtums Vor- und Hinterpommern (1784) ist Drenow unter den adeligen Gütern des Fürstentums Cammin aufgeführt. In Drenow gab es damals ein Vorwerk, also den Gutsbetrieb, eine Wassermühle, eine Schäferei, elf Bauern, einen Halbbauern, zwei Kossäten und eine Schmiede, insgesamt 33 Haushaltungen („Feuerstellen“). Die genannte Wassermühle war die Neumühl am Kreiherbach, die Mathias Döring von Somnitz bereits 1747 verkauft hatte.
Ende des 18. Jahrhunderts wurde ein Vorwerk namens Hanshausen angelegt, das aber letztmals 1864 genannt ist und dann aufgegeben wurde. In der Mitte des 19. Jahrhunderts wurde westlich von Charlottenhof das Vorwerk Sophienhof angelegt.
Im Rahmen der Separation wurde der größere Teil des Landes dem Gutsbetrieb zugeordnet, der kleinere Teil den bäuerlichen Betrieben. Der Gutsbetrieb umfasste im Jahre 1870, als das Gut einem Oberamtmann Peterssen gehörte, 671 Hektar Land. Um 1910 verkaufte der damalige Gutsbesitzer etwa die Hälfte des Landes, das an verschiedene Käufer in Drenow und im benachbarten Naugard ging. Dabei wurde auch das Vorwerk Sophienhof aufgeteilt und es entstanden mehrere neue Hofstellen.
Im 19. Jahrhundert bestanden der Gutsbezirk Drenow und die Landgemeinde Drenow nebeneinander. Der Gutsbezirk Drenow umfasste (Stand 1864) eine Fläche von 688 Hektar und zählte (Stand 1867) 139 Einwohner. Die Landgemeinde Drenow umfasste (Stand 1864) eine Fläche von 620 Hektar und zählte (Stand 1867) 589 Einwohner. Nach der teilweise Aufsiedlung des Gutes wurde der Gutsbezirk nach 1910 in die Landgemeinde Drenow eingemeindet.
Bis 1945 gehörte die Landgemeinde Drenow mit ihren Wohnplätzen Neumühl, Charlottenhof und Sophienhof zum Landkreis Kolberg-Körlin in der preußischen Provinz Pommern.
1945 kam Drenow, wie ganz Hinterpommern, an Polen. Die Bevölkerung wurde vertrieben und durch Polen ersetzt. Der Ortsname wurde zu „Drzonowo“ polonisiert. Heute gehört der Ort zur Gmina Kołobrzeg (Landgemeinde Kolberg).

## Entwicklung der Einwohnerzahlen
- 1816: 242[3]
- 1864: 695[3]
- 1871: 702[3]
- 1905: 651[3]
- 1919: 644[3]
- 1933: 573[3]
- 1939: 529[3]